# Patricia Murillo
Claudia Patricia Murillo (sinh năm 1993) là một người mẫu thời trang và người đẹp trong cuộc thi sắc đẹp Salvador. Cô được trao vương miện Nuestra Belleza El Salvador năm 2014 và đại diện cho đất nước của mình tham gia cuộc thi Hoa hậu Hoàn vũ 2014. Cô được đặt danh hiệu là "Nữ hoàng Mesoamerican" bởi những người hâm mộ của mình do những đặc điểm thể chất của người Mỹ bản địa quyến rũ của cô, cũng như trang phục quốc gia, với việc cô đóng giả nhân vật thần thoại Siguanaba.
Patricia sinh ra tại thị trấn Juayúa, có nghĩa là "Sông của hoa lan tím", trong ngôn ngữ bản địa của người Mỹ Pipil. Mặc dù Patricia không tham gia Hoa hậu Hoàn vũ, cô là một người đẹp được fan được yêu thích, được rất nhiều phương tiện truyền thông chú ý và được coi là một trong những hoa hậu đáng nhớ nhất từng đoạt giải Hoa hậu El Salvador và nữ hoàng sắc đẹp Trung Mỹ trong thời gian gần đây.

## Nghề nghiệp
Murillo hoạt động với vai trò là một người mẫu.

## Các cuộc thi
Murillo được trao vương miện Nuestra Belleza El Salvador Universo 2014 tại San Salvador vào ngày 2 tháng 5 năm 2014.  Murillo đại diện cho El Salvador tham gia cuộc thi Hoa hậu Hoàn vũ 2014,

## Ngoại hình
Patricia có các đặc điểm ngoại hình cổ điển của người Mỹ bản xứ. Cô có một số đo chiều cao tốt, mảnh khảnh, hình thể đẹp như tạc tượng, xương gò má cao, đôi mắt màu nâu sẫm dạng hạnh nhân, nụ cười lớn, làn da đồng màu nâu vàng, mái tóc đen dài.